# Miromesnil metróállomás
A Miromesnil egy metróállomás Franciaországban, Párizsban a párizsi metró 9-es es és 13-as metróvonalán. Tulajdonosa és üzemeltetője a RATP.

## Metróvonalak
Az állomást az alábbi metróvonalak érintik:
- 9-es metróvonal
- 13-as metróvonal

## Kapcsolódó állomások
A metróállomáshoz az alábbi állomások vannak a legközelebb:
- Saint-Philippe du Roule (Pont de Sèvres, 9-es metróvonal)
- Saint-Augustin (Mairie de Montreuil, 9-es metróvonal)
- Saint-Lazare (Les Courtilles, Saint-Denis – Université, 13-as metróvonal)
- Champs-Élysées – Clemenceau (Châtillon - Montrouge, 13-as metróvonal)